# Christina Wassen
Christina Wassen (Eschweiler, 12 gennaio 1999) è una tuffatrice tedesca specialista nella piattaforma 10 metri.

## Biografia
È sorella della tuffatrice Elena Wassen.
Ai Europei di nuoto di Glasgow 2018 ha vinto la medaglia di bronzo nel concorso dei tuffi dalla piattaforma 10 metri sincro misti, gareggiando con il connazionale Florian Fandler.

## Palmarès
- Mondiali

Fukuoka 2023: bronzo nella squadra mista.
- Europei di nuoto/tuffi

Glasgow 2018: bronzo nel sincro 10m misto.
Kiev 2019: oro nella gara a squadre e bronzo nel sincro 10m misto.
Budapest 2020: bronzo nella squadra mista.
Roma 2022: bronzo nella piattaforma 10m e nel sincro 10m.
- Giochi europei

Cracovia 2023: oro nel sincro 10m, argento nella piattaforma 10m.